# Metropolitana di Copenaghen
La metropolitana di Copenaghen è la rete di linee metropolitane gestite da Metro Service, una joint venture tra ATM e Hitachi Rail STS, a servizio delle città di Copenaghen e Frederiksberg, in Danimarca. 
Si tratta dell'unica metropolitana in Danimarca ed è la quarta rete più estesa della Scandinavia.
La rete è composta da quattro linee, in servizio 24/7, identificate con numeri preceduti dalla M e colori diversi per un totale di 43 chilometri di tracciato. Dispone di 44 stazioni, di cui 30 sotterranee, una interrata e 13 di superficie, delle quali 15 di interscambio tra più linee della metropolitana e dieci di scambio con le ferrovie suburbane e regionali. Su tutte le linee vengono impiegati convogli driverless forniti dall'italiana AnsaldoBreda. Fa parte del sistema Din Offentlige Transport (DOT), un accordo di collaborazione tra DSB, Metroselskabet e Movia.
Le prime due linee della rete, M1 (verde) e M2 (giallo), furono inaugurate il 19 ottobre 2002 rispettivamente tra Nørreport e Vestamager e tra Nørreport e Lergravsparken, mentre nel corso del 2003 entrambe furono prolungate fino a Frederiksberg e poi a Vanløse; la M2 nel 2007 ha raggiunto il capolinea di Lufthavnen, presso l'aeroporto di Copenaghen. Nel 2019 è stata inaugurata la linea circolare M3 (rosso) mentre nel 2020 ha iniziato il servizio la linea M4 (blu).

## Storia
La metropolitana fu costruita dopo un'indagine del 1992 sul trasporto a Copenaghen, in quanto grandi appezzamenti di terreno ad Amager, situata a sud del centro di Copenaghen, erano ancora inutilizzati o soggetti all'agricoltura. La città decise di svilupparli come parte del progetto Ørestad, insieme alla costruzione del ponte di Øresund. Poiché le aree non erano servite dalla rete ferroviaria suburbana, si decise di costruire una rete di trasporti urbani più efficiente, con proposte di nuove linee di tram, di un sistema di metropolitana leggera e di una metropolitana automatica. Fu scelta la metropolitana perché aveva la maggiore capacità rispetto alle altre e assicurava maggiore velocità e sicurezza; la soluzione era però la più costosa.
I piani finali del 1996 per la costruzione della metropolitana consistevano di due linee, che avrebbero seguito lo stesso percorso dal quartiere Vanløse, attraversando il centro della città per giungere poi ad Amager, dove si sarebbero divise in una linea occidentale (M1), diretta verso Vestamager e una linea orientale (M2), diretta all'Aeroporto di Copenaghen. Il piano fu diviso in tre fasi: la prima partiva da Nørreport e terminava a Lergravsparken e Vestamager. La costruzione, effettuata da Copenaghen Metro Construction Group e Ansaldo STS (che si è occupata dell'ingegneria e integrazione di sistema, della fornitura degli impianti elettroferroviari e dei veicoli della metropolitana automatica senza guidatore) iniziò nel 1997 e fu inaugurata dalla Regina Margherita II il 19 ottobre 2002.
La seconda fase fu divisa in due progetti: il progetto 2a copre la distanza da Nørreport a Frederiksberg, ed è stato completato il 29 maggio 2003, mentre la parte 2b aprì il 12 ottobre dello stesso anno ed estese la Metro da Frederiksberg a Vanløse, seguendo il tracciato dell'ex linea ferroviaria che correva da Vanløse a Frederiksberg. 

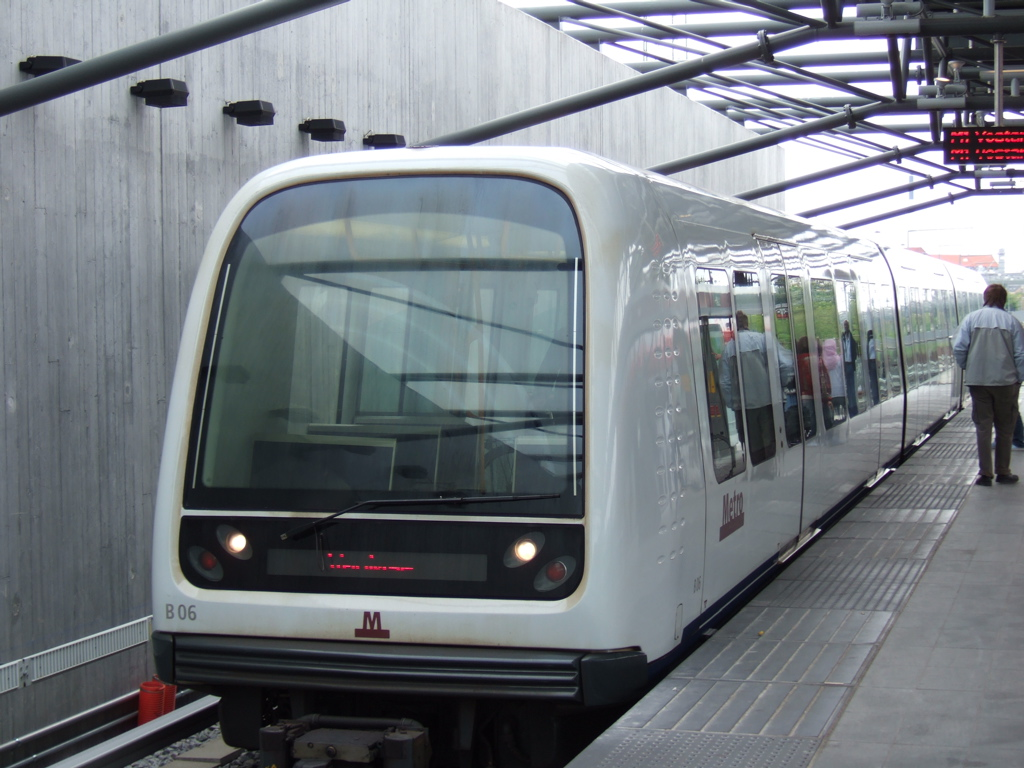
I convogli dell'AnsaldoBreda

L'ultimo prolungamento della M2 da Lergravsparken all'Aeroporto fu chiamato fase 3. Il percorso è lungo 4,5 km e conta cinque stazioni: effettuerà il servizio fin dove correva la vecchia linea Amagerbanen, chiusa negli anni sessanta. La tratta è stata aperta nell'ottobre 2007 e permette di raggiungere l'aeroporto dal centro di Copenaghen in 15 minuti.
Il 2 dicembre 2005 Copenaghen e Frederiksberg hanno raggiunto un accordo sull'espansione della rete metropolitana, con una linea circolare, la linea M3, che è stata inaugurata il 29 settembre 2019.
Il tratto settentrionale della linea M4 è stato inaugurato il 28 marzo 2020.
Il rapporto costi-benefici della metropolitana fu ampiamente dibattuto negli anni dopo che iniziò il servizio; i pagamenti dei debiti della Metro sono iniziati tre anni prima dell'inizio del servizio, e si prevede che saranno esauriti nove anni prima del previsto. Si sono tuttavia verificati alcuni problemi specialmente concernenti le porte automatiche dei treni, che hanno causato ritardi nei primi anni di attivazione del servizio; oggi il problema è stato quasi risolto. La Metro trasporta ogni giorno circa 150 000 passeggeri, e si è bene incorporata con il sistema di trasporti pubblici della città, che consiste anche di treni suburbani (S-tog), e autobus.

## Rete

### Linee
La Metro comprende due linee che seguono lo stesso percorso in città e si dividono a Christianshavn in due linee differenti, una occidentale e una orientale. Le linee hanno un totale di 22 stazioni e una lunghezza totale di 36 km (dato che alcune sezioni sono comuni tra le linee 1 e 2 e tra le linee 3 e 4).
| Linea | Colore | Percorso                    | Apertura | Ultima estensione | Lunghezza | Stazioni |
| ----- | ------ | --------------------------- | -------- | ----------------- | --------- | -------- |
| M1    | Verde  | Vanløse – Vestamager        | 2002     | 2007              | 13,1 km   | 15       |
| M2    | Gialla | Vanløse – Lufthavnen        | 2002     | 2007              | 14,2 km   | 16       |
| M3    | Rossa  | København H – Enghave Plads | 2019     | -                 | 15,5 km   | 17       |
| M4    | Blu    | Sydhavn– Orientkaj          | 2020     | 2024              | 4,5 km    | 8        |

La metropolitana corre nel sottosuolo con uno scartamento ferroviario standard, con terza rotaia a 750 V DC. Il tracciato giunge in superficie presso Amager e nella zona intorno a Vanløse, mentre nel centro cittadino è interrato. Le gallerie sono state costruite con diversi metodi: scavi con macchine per perforare il suolo, scavi a cielo aperto e il New Austrian Tunnelling method. Esistono punti di estrazione ogni 300 metri nei tunnel, e all'interno delle gallerie sono installati ripetitori di segnali GSM, in modo da permettere l'uso dei telefoni cellulari. Alcuni tratti della rete sono sopraelevati, costruiti su viadotti appositamente realizzati.
Quando il servizio normale è interrotto per motivi tecnici, la tratta coperta dalla Metro è effettuata da autobus, che collegano le stazioni della metropolitana con una frequenza minore di quella dei treni.

### Stazioni

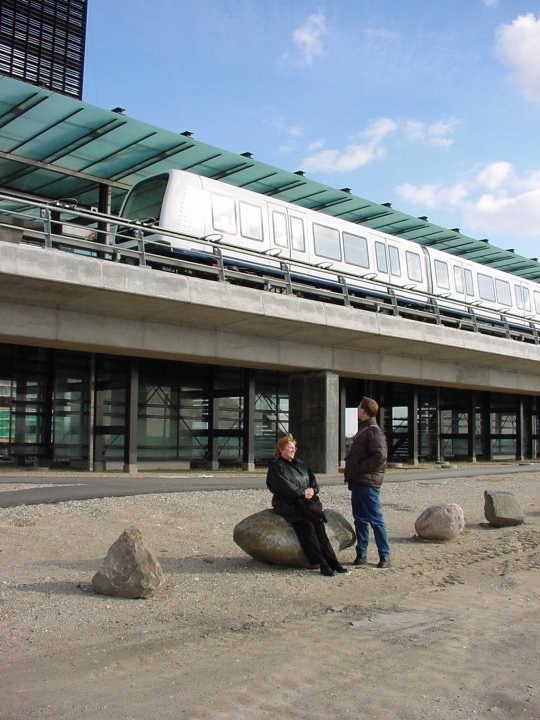
Stazione sopraelevata su Amager

Sull'attuale rete ci sono 22 stazioni, nove delle quali sono sotterranee: sei ad alta profondità e tre appena sotto il livello del suolo. Tutte sono state disegnate in modo simile, con una colonna alta 5 metri di fronte a ogni stazione. Tutte le stazioni sono lunghe 60 metri e profonde 20, con l'eccezione di Nørreport, che è lunga 80 metri. Ogni fermata è dotata di citofoni a disposizione dei passeggeri per le comunicazioni con il centro informazioni o per comunicare eventuali emergenze. Siccome non vi è alcuno spazio tra la banchina e il treno, coloro che utilizzano una carrozzella possono accedere alla metropolitana senza aiuto.
Le stazioni situate più in profondità si trovano 20 metri sotto il livello del suolo. Sono tutte provviste di ascensori e scale mobili. Tutte queste stazioni sono dotate di porte scorrevoli che chiudono l'accesso ai binari quando il treno non è presente, in modo da evitare che la gente possa accedere ai tunnel. Ci sono anche piramidi di vetro sul tetto delle stazioni, che permettono di ricevere la luce del giorno; all'interno di queste piramidi vi sono dei prismi che riflettono e dividono la luce, che talvolta forma arcobaleni sulle pareti.
Le stazioni in superficie sono costruite in vetro e acciaio, che conferiscono un aspetto futuristico. Queste stazioni non hanno le porte scorrevoli di sicurezza, ma ci sono dispositivi automatici che fermano il treno se vi sono ostacoli sulle rotaie. Una volta fermato, il treno deve essere fatto ripartire manualmente. Le stazioni in superficie, a partire da Amager, sono sopraelevate.

### Biglietti
I biglietti usati negli altri mezzi di trasporto pubblici valgono anche per la metropolitana della capitale danese. Ci sono macchinette per l'emissione dei biglietti in ogni stazione.

### Tariffazione
La rete metropolitana è suddivisa in quattro zone tariffarie, indicate con numeri progressivi da 1 a 4. La stazione di DR Byen si trova a cavallo tra la zona 1 e la zona 3.

## Treni

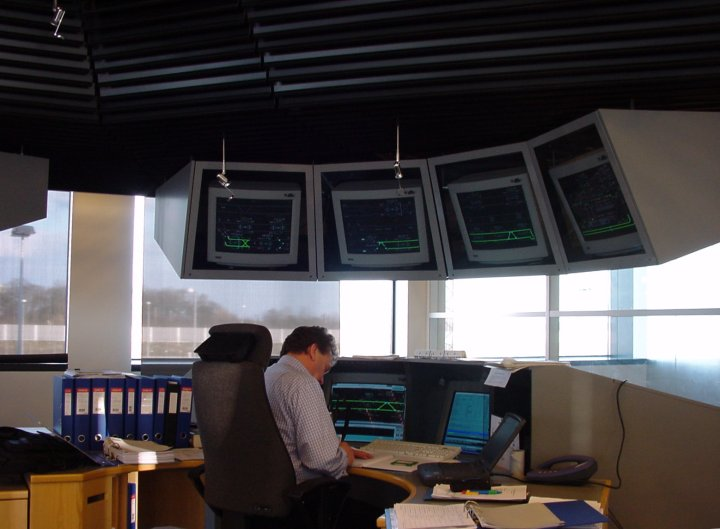
Il centro di controllo

I treni sono della classe Metrò Automatico AnsaldoBreda, prodotti dall'omonima azienda italiana, e sono stati disegnati da Giugiaro Design. Sono tutti senza macchinista, in quanto gestiti da un sistema computerizzato chiamato ATC (Automatic Train Control). Sui treni vi sono spesso assistenti, il cui compito è di fornire informazioni ai passeggeri, di controllare i biglietti e di gestire le emergenze. Se non vi sono steward sul treno, i passeggeri possono chiamare utilizzando speciali citofoni posti nelle vetture. Lasciando che il sistema sia gestito in modo informatico si mantiene una frequenza elevata delle corse grazie alla precisione dell'accelerazione e della frenata. Il sistema è monitorato da cinque operatori, e in caso di emergenza, i treni possono essere comandati a distanza dagli operatori del centro di controllo o dagli steward sui treni.

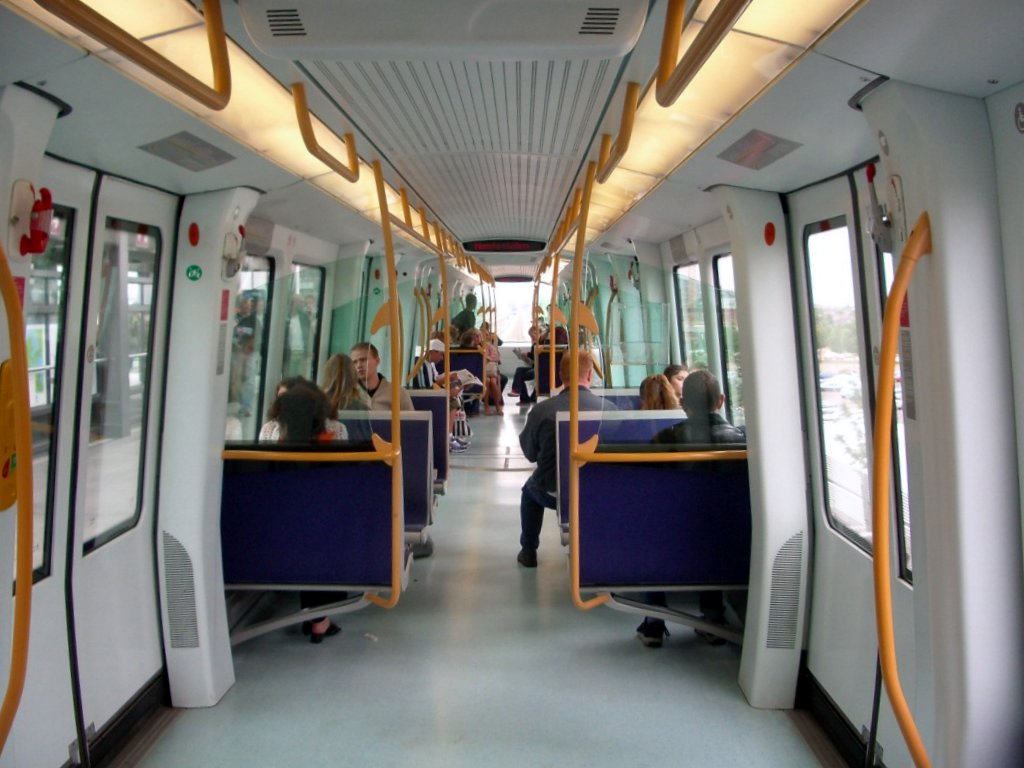
Interno della Metro.

I treni sono lunghi 39 metri, larghi 2,65 e pesano 52 tonnellate. La velocità massima è di 80 km/h, ma la velocità media in servizio è di 40 km/h, con una possibilità di accelerazione e di decelerazione di 1,3 m/s². Ogni treno consiste di tre vagoni, con un totale di dodici porte automatiche (sei per lato) e 96 posti a sedere; può ospitare anche 204 passeggeri in piedi. Sui treni esistono zone speciali studiate appositamente per le sedie a rotelle e per le biciclette. Siccome questi treni sono relativamente piccoli, sono stati progettati per il trasporto veloce su brevi distanze, con frequenze molto ridotte (due minuti nelle ore di punta), andando a conformarsi alle caratteristiche di una metropolitana leggera.

## Gestione della metropolitana e dati economici
La gestione della metropolitana è affidata a Metro Service A/S controllata al 100% da Inmetro - International Metro Service S.r.l., che nel 2006 ha vinto l'appalto fino al 19 ottobre 2010 per l'esercizio e la manutenzione della linea a un costo di 122 milioni di euro. Inmetro è una società italiana composta al 51% da Azienda Trasporti Milanesi S.p.A. e al 49% da Ansaldo STS.
A seguito di una gara d'appalto internazionale, il 3 febbraio 2010 la concessione per la gestione della metropolitana è stata nuovamente assegnata alla società Metro Service A/S per 180 milioni di euro, per i prossimi cinque anni, con l'opzione per ulteriori tre.
Metro Service ha avuto nel 2008 ricavi da trasporto pubblico locale per 36,26 milioni, Mol di 8,78 milioni, Ebit di 2,02 milioni, utili per 1,62 milioni. Ha trasportato 46 milioni di passeggeri.
Metroselskabet I/S è invece il proprietario dell'infrastruttura ferroviaria.

## Sviluppi futuri
La Ørestad Development Corporation aveva previsto che le linee M3 e M4 potessero sostenere un traffico di 275 000 passeggeri al giorno, il 25% delle quali non utilizzava il servizio pubblico: ciò avrebbe diminuito significativamente il traffico nelle ore di punta. Queste due nuove linee, a differenza della M1 e M2 corrono esclusivamente sottoterra; l'apertura del tratto meridionale della M4 è avvenuta nel 2024.